# Pierre Chenal
Pierre Chenal (francès: [ʃənal]; 5 de desembre de 1904 - 23 de desembre de 1990) va ser un director i guionista francès que va florir durant la dècada de 1930. Es va casar amb l'actriu de cinema francesa d'origen txec Florence Marly de 1937 a 1955.

## Treball
Chenal era més conegut pels thrillers de cinema negre com la pel·lícula de 1937 L'Alibi, on va treballar amb Erich von Stroheim i Louis Jouvet. El 1939 va dirigir Le Dernier Tournant, la primera de les moltes adaptacions cinematogràfiques de la famosa novel·la de James M. Cain, El carter sempre truca dues vegades.
Chenal era jueu i es va veure obligat el 1942 a fugir de l'França ocupada amb la seva dona, l'actriu txeca Florence Marly, cap a Amèrica del Sud. Va fer un nombre de pel·lícules mentre vivia a l'Argentina i més a França després de la guerra; però el seu treball de postguerra mai va aconseguir l'èxit i la popularitat dels seus esforços d'abans de la guerra.

## Filmografia

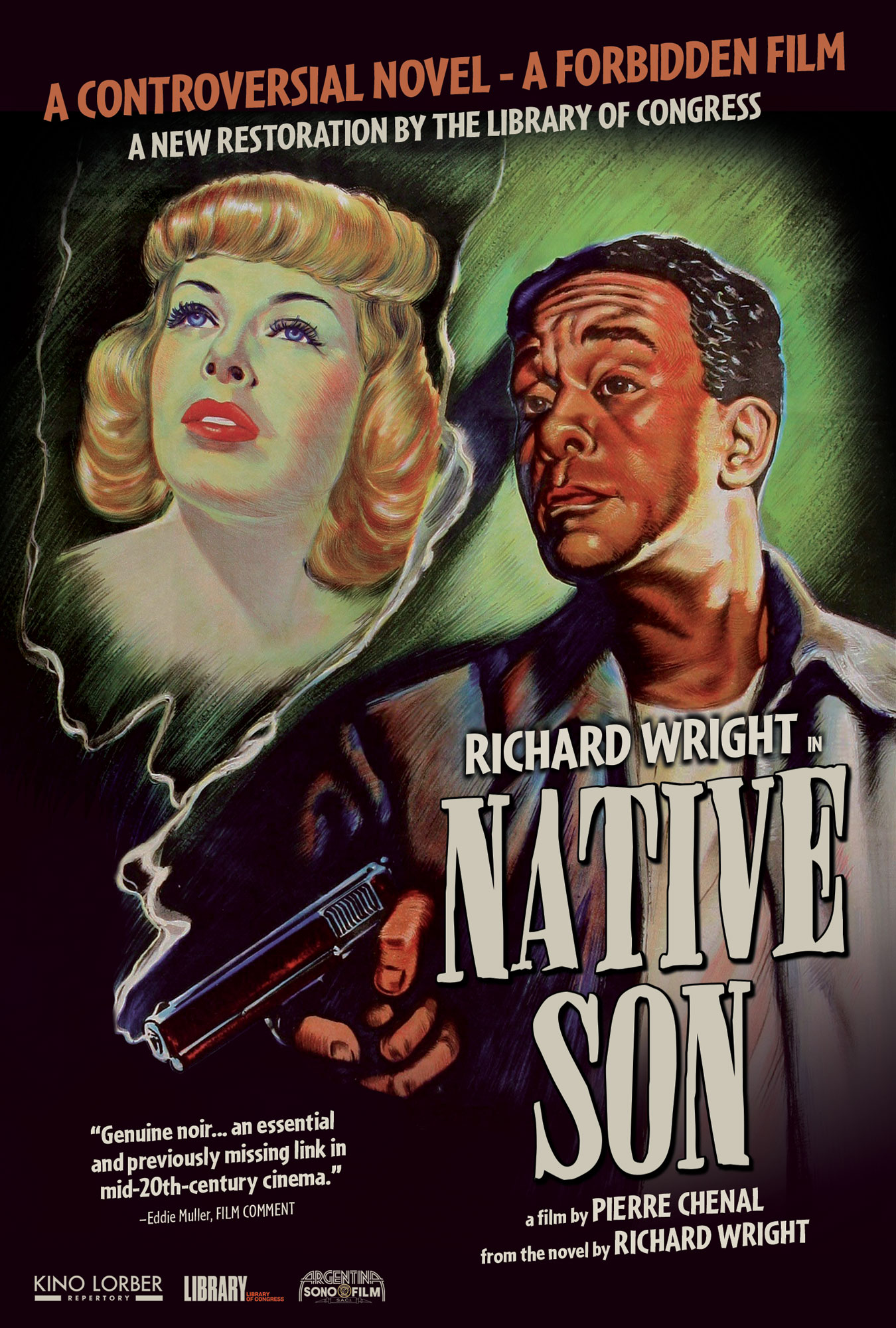
Cartell estatunidenc de Native Son (1951).

- 1927 : Paris Cinéma - curtmetratge, assistit per Jean Mitry
- 1928 : Coup de dés - curtmetratge, interpretat per Edmond T. Greville
- 1929 : Une cité du cinéma - curtmetratge
- 1930 : Architecture d'aujourd'hui, Bâtir i Trois chantiers - curtmetratges
- 1931 : Un illustre moderne - curtmetratge
- 1932 : Pour un piano - curtmetratge
- 1932 : Les Petits Métiers de Paris - curtmetratge
- 1932 : Le Martyre de l'obèse
- 1933 : La Rue sans nom (segons la novel·la de Marcel Aymé La Rue sans nom)
- 1935 : Crime et châtiment
- 1936 : Les Mutinés de l'Elseneur (d'après le roman homonyme The Mutiny of the Elsinore de Jack London, 1914)
- 1937 : L'Homme de nulle part (segons la novel·la Il fu Mattia Pascal de Luigi Pirandello), codirigida amb Christian Stengel
- 1937 : L'Alibi
- 1938 : L'Affaire Lafarge
- 1938 : La Maison du Maltais
- 1939 : Le Dernier Tournant
- 1943 : Todo un hombre
- 1944 : Se abre el abismo
- 1944 : El muerto falta a la cita
- 1946 : Viaje sin regreso
- 1946 : La Foire aux chimères
- 1948 : Clochemerle (segons Gabriel Chevallier)
- 1951 : Native son (segons el conte Native son de Richard Wright i amb Richard Wright)
- 1952 : El Ídolo
- 1954 : Confesiones al amanecer
- 1956 : Section des disparus
- 1958 : Rafles sur la ville
- 1958 : Les Jeux dangereux
- 1959 : La Bête à l'affût
- 1960 : Les Nuits de Raspoutine
- 1963 : L'assassin connaît la musique...
- 1970 : Les Libertines[4]
- 1985 : Le hasard mène le jeu[5] - curtmetratge